# Ozero Bol'shoye Sharykty
Ozero Bol'shoye Sharykty är en saltsjö i Kazakstan.   Den ligger i oblystet Aqmola, i den centrala delen av landet, 120 km nordost om huvudstaden Astana. Arean är 8,8 kvadratkilometer.